# Røgsuger
En mekanisk røgsuger er en type ventilator, der benyttes i skorstene for at lede røg og lugt væk fra en brændeovn eller pejs. Røgsugeren er drevet af en elmotor og tåler at blive opvarmet til 250 °C.
Røgsugeren sørger for et konstant skorstenstræk uanset vejrforhold og husets beliggenhed.
Optimalt træk i skorstenen sikrer bl.a. hurtig optænding, genfyring uden snavs, røg og sod i fyringsrummet og forbrænding af brændslet optimeres.
Man mener, at røgsugeren giver et bedre indeklima, reducerer skadelige partikler i luften og i øvrigt øger brændselsværdien med op til 15 %.[kilde mangler]
 Der er for få eller ingen kildehenvisninger i denne artikel, hvilket er et problem. Du kan hjælpe ved at angive troværdige kilder til de påstande, som fremføres i artiklen.